# Jennifer Wygant
Jennifer Wygant (* 10. Februar 1984 in Burnsville) ist eine ehemalige US-amerikanische Skilangläuferin und Biathletin.
Jennifer Wygant studierte bis 2007 an der Northern Michigan University und arbeitete anschließend als Krankenschwester bei der US Army. Mittlerweile ist sie Offizier und Mitglied des Army World Class Athlete Program in Lake Placid. Zunächst war Wygant Skilangläuferin und startete hier auch für die Northern Michigan University. 2003 bestritt sie ihr erstes internationales Rennen, von 2004 bis 2008 trat sie regelmäßig bei nationalen Meisterschaften, im Continental- und FarAm-Cup teil, erreichte aber nie Top-Ten-Platzierungen. 
Ab Ende 2007 betrieb Wygant Biathlon. Noch in derselben Saison debütierte sie im NorAm-Cup. Ihren Durchbruch erreichte sie zu Beginn der Folgesaison. Schon im ersten Rennen in Canmore musste sie sich im ersten Saisonrennen nur Jessica Sedlock geschlagen geben. Weitere vier Male erreichte sie Podest-Platzierungen, ihren ersten Sieg schaffte Wygant bei einem Verfolgungsrennen in La Patrie. Am Saisonende musste sich Wygant nur BethAnn Chamberlain in der Gesamtwertung geschlagen geben.